# Melissodes plumosa
Melissodes plumosa är en biart som beskrevs av Laberge 1961. Melissodes plumosa ingår i släktet Melissodes och familjen långtungebin. Inga underarter finns listade i Catalogue of Life.